# James Schureman

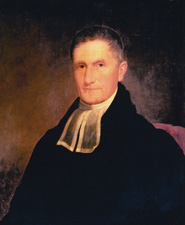
James Schureman

James Schureman (* 12. Februar 1756 in New Brunswick, Province of New Jersey; † 22. Januar 1824 ebenda) war ein US-amerikanischer Politiker, der den Bundesstaat New Jersey in beiden Kammern des Kongresses vertrat.

## Leben

### Frühes Leben
Über die Herkunft von James Schureman ist wenig bekannt; als gesichert gilt, dass er niederländische Vorfahren hatte. Er absolvierte nach dem Besuch der Pflichtschule die Rutgers University in seiner Heimatstadt New Brunswick, an der er im Jahr 1775 seinen Abschluss erlangte. Sein erstes Geld verdiente sich Schureman danach als Kaufmann.
Im Unabhängigkeitskrieg kämpfte Schureman auf der Seite der Kontinentalarmee, er wurde Captain einer Milizkompanie des Middlesex County. In der Schlacht von Long Island geriet Schureman im August 1776 in britische Kriegsgefangenschaft. Erst im Frühling des kommenden Jahres – 1777 – gelang ihm die Flucht; er wurde in Morristown wieder mit seiner Einheit vereint.

### Politische Karriere
In den kommenden Jahren arbeitete Schureman erneut als Kaufmann und Händler. Doch im Jahr 1783 begann er als Mitglied der Föderalistischen Partei eine politische Karriere, die ihn zunächst in die New Jersey General Assembly führte, in der er bis 1785 einen Sitz innehatte. 1786 vertrat er New Jersey in der Annapolis Convention. 1786 und erneut 1787 wurde er für seinen Bundesstaat in den Kontinentalkongress gewählt; ehe ihm 1789 gelang, auch einen Sitz im neu gegründeten Repräsentantenhaus der Vereinigten Staaten zu bekleiden. Schureman amtierte vom 4. März 1789 bis 3. März 1791.
Nach dem Rücktritt von Senator Franklin Davenport im März des Jahres 1799 wurde Schureman zu dessen Nachfolger im Senat der Vereinigten Staaten ernannt. Doch auch Schuremans Amtszeit als Senator endete bereits nach zwei Jahren, am 16. Februar 1801, als er ebenfalls seinen Rücktritt bekannt gab. Im Jahr 1801 kandidierte Schureman mit Erfolg für das Amt des Bürgermeisters von New Brunswick und leitete jene Stadt in einem Zeitraum von zwölf Jahren, bis 1813. Gleichzeitig saß er von 1808 bis 1810 im Staatsrat von New Jersey.
1812 kandidierte Schureman erneut erfolgreich für einen Sitz im US-Repräsentantenhaus und zog am 4. März 1813 erneut nach Washington. Doch auch dieses Mal gelang es ihm nicht, eine zweite Amtszeit zu absolvieren; am 3. März 1815 schied er erneut aus dem Amt. Zwischen 1815 und 1821 zog sich Schureman aus der aktiven Politik zurück. 1821 wurde er erneut zum Bürgermeister von New Brunswick gewählt, ein Amt, welches er bis zu seinem Tod, drei Jahre später, bekleidete.

### Privatleben
James Schureman heiratete am 23. Januar 1778 Neiltye Williamson. Mit ihr war er bis zu ihrem Tod, im Juli 1823, verheiratet. Die beiden hatten einen gemeinsamen Sohn, John (1778–1818), der als Erwachsener Pastor der Gemeinde in Bedminster Township war.